# طواف فلاندرز 1995
طواف فلاندرز 1995 هو سباق دراجات هوائية أقيم بتاريخ 2 أبريل 1995، تكون السباق من 1 مراحل وامتدّ لمسافة 261 كم بسرعة 39.506 كم/س، استغرق السباق 6 ساعة 36 دقيقة 24 ثانية. فاز به البلجيكي يوهان موسيو.

## الترتيب
| م                     | الدرّاج      | البلد  | الزمن                    |
| --------------------- | ----------- | ------ | ------------------------ |
| الفائز بالترتيب العام | يوهان موسيو | بلجيكا | 6 ساعة 36 دقيقة 24 ثانية |